# 런던 항

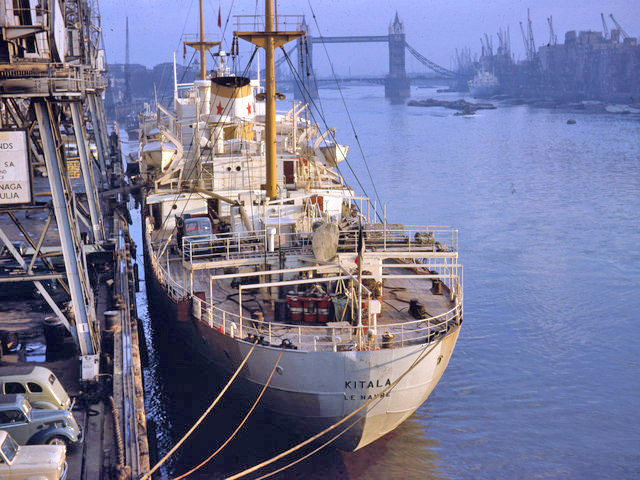

런던 항(영어: Port of London)은 영국 런던에 있는 항구이다. 이는 테딩턴 록과 관련 부두를 포함하여 북해와 정의된 경계(1968년부터 에식스주의 포울니스포인트에서 건플릿 올드 라이트하우스를 거쳐 켄트주의 워든포인트까지 그려진 선) 사이에 있는 영국의 템스강의 일부이다. 한때 세계에서 가장 큰 항구였던 이곳은 2020년 현재 영국 최대의 항구였다. 사용은 주로 1908년에 설립된 공공 신탁 기관인 런던 항만청("PLA")에 의해 관리된다. 주로 활동 조정 및 시행을 담당하는 동시에 자체적으로 일부 사소한 업무도 수행한다.
이 항은 동부 지역의 대규모 시설에서 크루즈 여객선, 롤온 롤오프 페리 및 모든 유형의 화물을 처리할 수 있다. 앤트워프나 로테르담과 같은 역사적으로 유사한 많은 유럽 항구와 마찬가지로, 선박이 더 커지고 강 상류의 땅이 다른 용도로 사용됨에 따라 많은 활동이 공해를 향해 하류로 꾸준히 이동했다.